# Rio Open 2020 - Qualificazioni singolare
Le qualificazioni del singolare del Rio Open 2020 sono state un torneo di tennis preliminare per accedere alla fase finale della manifestazione. I vincitori dell'ultimo turno sono entrati di diritto nel tabellone principale. In caso di ritiro di uno o più giocatori aventi diritto a questi sono subentrati i lucky loser, ossia i giocatori che hanno perso nell'ultimo turno ma che avevano una classifica più alta rispetto agli altri partecipanti che avevano comunque perso nel turno finale.

## Teste di serie
1. Andrej Martin (spostato nel tabellone principale)
2. Attila Balázs (ultimo turno, lucky loser)
3. Federico Coria (qualificato)
4. Federico Gaio (ultimo turno, lucky loser)

1. Gianluca Mager (qualificato)
2. Jozef Kovalík (ultimo turno)
3. Pedro Martínez (qualificato)
4. Alessandro Giannessi (primo turno, ritirato)

## Qualificati
1. Pedro Martínez
2. Gianluca Mager

1. Federico Coria
2. João Domingues

### Lucky loser
1. Attila Balázs

1. Federico Gaio

## Tabellone

### Legenda
| - Q = Qualificato - WC = Wild card - LL = Lucky loser | - ALT = Alternate - SE = Special Exempt - PR = Protected Ranking | - w/o = Walkover - r = Ritirato - d = Squalificato |

### Sezione 1
|  | Primo turno | Primo turno            | Primo turno            | Primo turno | Primo turno |  |  | Ultimo turno | Ultimo turno   | Ultimo turno   | Ultimo turno | Ultimo turno |  |
|  |             |                        |                        |             |             |  |  |              |                |                |              |              |  |
|  | Alt         | Mario Vilella Martínez | Mario Vilella Martínez | 64          | 3           |  |  |              |                |                |              |              |  |
|  |             | Filip Horanský         | Filip Horanský         | 7           | 6           |  |  |              | Filip Horanský | Filip Horanský | 4            | 2            |  |
|  | WC          | Mateus Alves           | Mateus Alves           | 2           | 3           |  |  | 7            | Pedro Martínez | Pedro Martínez | 6            | 6            |  |
|  | 7           | Pedro Martínez         | Pedro Martínez         | 6           | 6           |  |  |              |                |                |              |              |  |

### Sezione 2
|  | Primo turno | Primo turno      | Primo turno      | Primo turno | Primo turno |  |  | Ultimo turno | Ultimo turno   | Ultimo turno   | Ultimo turno | Ultimo turno |  |
|  |             |                  |                  |             |             |  |  |              |                |                |              |              |  |
|  | 2           | Attila Balázs    | Attila Balázs    | 6           | 6           |  |  |              |                |                |              |              |  |
|  | WC          | Orlando Luz      | Orlando Luz      | 3           | 3           |  |  | 2            | Attila Balázs  | Attila Balázs  | 0            | 2            |  |
|  |             | Andrea Collarini | Andrea Collarini | 1           | 2           |  |  | 5            | Gianluca Mager | Gianluca Mager | 6            | 6            |  |
|  | 5           | Gianluca Mager   | Gianluca Mager   | 6           | 6           |  |  |              |                |                |              |              |  |

### Sezione 3
|  | Primo turno | Primo turno          | Primo turno          | Primo turno | Primo turno |  |  | Ultimo turno | Ultimo turno   | Ultimo turno   | Ultimo turno | Ultimo turno |  |
|  |             |                      |                      |             |             |  |  |              |                |                |              |              |  |
|  | 3           | Federico Coria       | Federico Coria       | 7           | 6           |  |  |              |                |                |              |              |  |
|  |             | Carlos Taberner      | Carlos Taberner      | 65          | 1           |  |  | 3            | Federico Coria | Federico Coria | 6            | 6            |  |
|  | WC          | Pedro Boscardin Dias | Pedro Boscardin Dias | 3           | 1           |  |  | 6            | Jozef Kovalík  | Jozef Kovalík  | 2            | 4            |  |
|  | 6           | Jozef Kovalík        | Jozef Kovalík        | 6           | 6           |  |  |              |                |                |              |              |  |

### Sezione 4
|  | Primo turno | Primo turno          | Primo turno | Primo turno | Primo turno |  |  | Ultimo turno | Ultimo turno   | Ultimo turno | Ultimo turno | Ultimo turno |  |
|  |             |                      |             |             |             |  |  |              |                |              |              |              |  |
|  | 4           | Federico Gaio        | 65          | 6           | 6           |  |  |              |                |              |              |              |  |
|  |             | João Menezes         | 7           | 4           | 3           |  |  | 4            | Federico Gaio  | 6            | 65           | 5            |  |
|  |             | João Domingues       | 7           | 3           |             |  |  |              | João Domingues | 3            | 7            | 7            |  |
|  | 8           | Alessandro Giannessi | 5           | 1           | r           |  |  |              |                |              |              |              |  |